# Jale Vatubua

a Compétitions nationales et continentales officielles uniquement.

b Matchs officiels uniquement.
Dernière mise à jour le 11 décembre 2024.
Jale Vatubua, né le 30 août 1991 à Suva, est un joueur international fidjien de rugby à XV évoluant au poste de centre.

## Biographie

### Formation
Jale Vatubua débute le rugby sur son île natale avec comme entraîneur, son frère William. À partir de l'âge de 14 ans, il reçoit des offres pour rejoindre l'Afrique du Sud mais sa mère refuse.
Mais à l'âge de 17 ans, il obtient une bourse d'études et déménage en Nouvelle-Zélande. Il rejoint alors la St. Peter School de Cambridge, près de Hamilton. C'est à cette période qu'il a quitté le poste de demi d'ouverture pour celui de  centre. Durant sa treizième année scolaire, il a joué pour les Waikato Rugby Union en catégorie des moins de 20 ans (2009-2010).
Par la suite, il quitte la Nouvelle-Zélande pour rejoindre l'Australie et la ville de Sydney. Il joue alors pour les Southern Districts Rebels dans le Shute Shield. Il reste dans cette équipe de 2010 à 2012.

### Débuts de carrière en France
En 2011, la Section paloise lui propose un contrat espoir et il rejoint le club béarnais en 2012 alors que le club évolue en Pro D2. Ses années de formation au sein de la structure béarnaise lui permettent d'acquérir le statut de JIFF.
Lors de la saison 2013-2014, Jale Vatubua dispute son premier match avec l'équipe professionnelle lors de la 3e journée de championnat au stade du Hameau, en tant que remplaçant, face au RC Narbonne (victoire paloise 25 à 15). Les palois s'inclinent en demi-finale du championnat face au Stade rochelais. Il ne dispute que 3 matchs de championnat durant cette saison.
Mais lors de sa troisième saison au club (saison 2014-2015 de Pro D2), il décroche le titre de champion de Pro D2 et l'accession en Top 14. Il inscrit le premier essai de sa carrière lors de la 27e journée face à l'US Montauban.
Lors de la saison 2015-2016, il joue sa première saison en Top 14.
Durant la saison 2016-2017, il se fracture le doigt lors de la 15e journée de Top 14 face au Montpellier Hérault Rugby et manque les deux matchs suivants de championnat.

### Premières sélections internationales
Jale Vatubua a obtenu sa première sélection durant les tests matchs de juin 2017. Il a porté le maillot de son pays pour la première fois le 10 juin 2017 face à l'Australie, s'inclinant sur le score de 37-14. Une semaine plus tard, le 17 juin 2017, son équipe gagnera 22-19 face aux Italiens, match durant lequel il marquera ses premiers points avec un essai à la 17e minute de jeu.
Durant la saison 2017-2018, il dispute la demi finale du Challenge européen en tant que titulaire face au Cardiff Blues mais les béarnais s'inclinent 10 à 16 et ne joueront pas la finale. En décembre 2018, il prolonge l'aventure dans le Béarn jusqu'en juin 2022.
Lors de la saison 2018-2019, il joue son 100e match sous les couleurs paloises au stade du Hameau, face au Stade rochelais en décembre 2018 lors de la 12e journée de Top 14 (défaite 23 à 28). Le 24 novembre 2018, il affronte le XV de France au Stade de France en tant que titulaire au centre au côté de Semi Radradra et jouant l'intégralité de la rencontre.
En début de saison 2019-2020, il est sélectionné et participe à la Coupe du monde de rugby 2019 au Japon. Durant la compétition, il entre en jeu face au Pays-de-Galles à la 32e minute, face à la Géorgie à la 73e minute et il est titulaire lors de la défaite historique des Fidji face à l'Uruguay.
La fin de saison est marquée par l'arrêt du championnat en mars 2020 à l'issue de la 17e journée en raison de la pandémie de Covid-19.
Durant la saison 2020-2021, il est appelé pour participer à la Coupe d'automne des nations mais il décline l'invitation.

### Fin de carrière à la Section paloise
En janvier 2022, il décide de prolonger l'aventure paloise deux saisons supplémentaires plus une en option. En février 2022, face au Stade toulousain, il reçoit le premier carton rouge de sa carrière pour une violente charge au niveau de la tête et sans ballon sur Santiago Chocobares. Il écope de quatre semaines de suspension.
Durant la saison 2022-2023, lors de la 10e journée de Top 14 face à l'Union Bordeaux Bègles, il subit un KO lui faisant perdre connaissance sur le terrain après que Caleb Timu a percuté sa tête avec son genou en trébuchant.
Peu utilisé lors de la saison 2023-2024 et relégué derrière des joueurs plus jeunes dans la hiérarchie à son poste, son contrat n'est pas prolongé, marquant la volonté de renouvellement de l'effectif béarnais.

### Nouveau départ avec l'Union sportive dacquoise
Vatubua rejoint alors l'Union sportive dacquoise, signant un contrat de deux saisons avec le club du département voisin évoluant en Pro D2, division où il n'avait plus évolué depuis 2015 ; après douze saisons à la Section paloise et à l'âge de 32 ans, ce transfert n'est que le premier de sa carrière professionnelle. Il joue sous les couleurs dacquoises dès la première journée de Pro D2 face à l'US Montauban, inscrivant à cette occasion un essai dès son premier match.

## Vie privée
Né dans les Fidji, il a déménagé en Nouvelle-Zélande à l'âge de 17 ans pour poursuivre sa carrière sportive. En 2011, il rejoint la Section paloise en Béarn, où il signe initialement un contrat de trois mois. Son début de carrière est compliqué du fait de l'adaptation linguistique et culturelle en France. Sa famille, y compris sa femme et ses enfants, l'a rejoint par la suite.
En dehors du rugby, Vatubua possède des talents musicaux, notamment à la guitare, et est également été passionné d'athlétisme, et notamment de décathlon.

## Palmarès

### En club
- Champion de France de Pro D2 avec la Section paloise en 2015.
- Demi-finaliste de Pro D2 avec la Section paloise en 2014.
- Finaliste de Pro D2 avec la Section paloise en 2013.

### En équipe nationale
- Vainqueur de la Coupe des nations du Pacifique 2017.

## Statistiques

### En club
| Saison                     | Club                       | Championnat | Championnat | Championnat | Coupe d'Europe         | Coupe d'Europe | Coupe d'Europe |
| Saison                     | Club                       | Compétition | Matchs      | Essais      | Compétition            | Matchs         | Essais         |
| -------------------------- | -------------------------- | ----------- | ----------- | ----------- | ---------------------- | -------------- | -------------- |
| 2013-2014                  | Section paloise            | Pro D2      | 3           | 0           | —                      | —              | —              |
| 2014-2015                  | Section paloise            | Pro D2      | 14          | 1           | —                      | —              | —              |
| 2015-2016                  | Section paloise            | Top 14      | 19          | 1           | Challenge européen     | 5              | 0              |
| 2016-2017                  | Section paloise            | Top 14      | 23          | 4           | Challenge européen     | 1              | 1              |
| 2017-2018                  | Section paloise            | Top 14      | 19          | 4           | Challenge européen     | 6              | 2              |
| 2018-2019                  | Section paloise            | Top 14      | 19          | 1           | Challenge européen     | 2              | 0              |
| 2019-2020                  | Section paloise            | Top 14      | 9           | 1           | Challenge européen     | 1              | 0              |
| 2020-2021                  | Section paloise            | Top 14      | 21          | 1           | Challenge européen     | 0              | 0              |
| 2021-2022                  | Section paloise            | Top 14      | 18          | 4           | Challenge européen     | 3              | 1              |
| 2022-2023                  | Section paloise            | Top 14      | 17          | 0           | Challenge Cup          | 2              | 0              |
| 2023-2024                  | Section paloise            | Top 14      | 7           | 0           | Challenge Cup          | 3              | 0              |
| Sous-total Section paloise | Sous-total Section paloise | Pro D2      | 17          | 1           | Challenge européen/Cup | 23             | 4              |
| Sous-total Section paloise | Sous-total Section paloise | Top 14      | 152         | 16          | Challenge européen/Cup | 23             | 4              |
| 2024-2025                  | US Dax                     | Pro D2      | 9           | 1           | —                      | —              | —              |
| Sous-total US Dax          | Sous-total US Dax          | Pro D2      | 9           | 1           | —                      | —              | —              |

### En équipe nationale
| Année | Compétition                         | Matchs | Points | Essais | Transf. | Drops | Pénal. |
| ----- | ----------------------------------- | ------ | ------ | ------ | ------- | ----- | ------ |
| 2017  | Test matchs                         | 5      | 5      | 1      | 0       | 0     | 0      |
| 2017  | Coupe des nations du Pacifique 2017 | 2      | 5      | 1      | 0       | 0     | 0      |
| 2018  | Test matchs                         | 3      | 0      | 0      | 0       | 0     | 0      |
| 2018  | Coupe des nations du Pacifique 2018 | 3      | 5      | 1      | 0       | 0     | 0      |
| 2019  | Coupe des nations du Pacifique 2019 | 2      | 0      | 0      | 0       | 0     | 0      |
| 2019  | Test match                          | 1      | 0      | 0      | 0       | 0     | 0      |
| 2019  | Coupe du monde 2019                 | 3      | 0      | 0      | 0       | 0     | 0      |
| Total | Total                               | 19     | 15     | 3      | 0       | 0     | 0      |